# Барло/Макс Белл (Си-Трейн)
«Барло/Макс Белл» — станция Си-Трейна в Калгари. Эта станция открылась в 1985 году и в 2007 году обслуживала 2200 пассажиров в день.
Станция расположена неподалёку от Мемориальной езды (юго-восток). Мэрия находится в 3,9 км пути.
До центральной платформы можно добраться через пандусы пешеходного туннеля.
В рамках проекта «Калгари Транзит» была увеличена длина состава до 4 вагонов. Строительство началось в 2014 году и продлилось 6 месяцев. 
В 2005 году был зарегистрирован средний пассажиропоток размерностью в 1600 посадок (будний день).